# 落合正幸
落合 正幸（おちあい まさゆき、1957年 - ）は、日本のテレビドラマの演出家、脚本家、映画監督。共同テレビジョン所属を経てフリー。

## 人物
東京都出身。日本大学藝術学部卒。星護とともに独特の演出方法で知られた。代表作のテレビドラマ『世にも奇妙な物語』では、35作（番組歴代最多演出数）を監督した。
2003年、共同テレビを退社し、映画監督活動を開始。『感染』はアメリカでも上映された。
共同テレビ退社以降同社とは全く関わりがなかったが、2012年に9年ぶりに『世にも奇妙な物語』の一話「ヘイトウイルス」でタッグを組みドラマのメガホンをとった。
2度結婚しており、元妻は共同テレビの親会社であるフジテレビでアナウンサーを務めた寺田理恵子と女性作家である梅田みか。寺田との長女はシンガーソングユニット「ユカリエ」のゆりえとして歌手活動をしている。ゆりえは俳優・高田浩吉の孫である大浦龍宇一と結婚したため、落合は大浦の義父ということになる。

## 監督作品

### 連続ドラマ
- NIGHT HEAD（1992年）
- 時をかける少女（1994年、チーフディレクター）
- 沙粧妙子-最後の事件-（1995年）
- BLACK OUT（1995年、チーフディレクター）
- ピースボート -Piece Vote-（2011年、チーフディレクター）
- 聖なる怪物たち（2012年）
- グ・ラ・メ!〜総理の料理番〜（2016年）
- 就活家族〜きっと、うまくいく〜（2017年）
- 春の呪い（2021年、全話脚本・監督）
- 言霊荘(2021年)

### 単発ドラマ
- 奇妙な出来事（1989年）
  - 「一億の夢」
  - 「待合室」
- 世にも奇妙な物語（1990年 - 2012年）
  - 「ミッドナイトコール」
  - 「さよなら6年2組」
  - 「モルモット」
  - 「急患」
  - 「リフレイン」
  - 「柵」
  - 「戦争はなかった」（原作：小松左京）
  - 「ハッピーバースデー・ツー・マイホーム」
  - 「震える愛」
  - 「食べ過ぎた男」
  - 「箱の中」
  - 「待ちぶせ」
  - 「私の赤ちゃん」
  - 「隣の声」
  - 「時の女神」（脚本兼任）※小山恊子との共同脚本
  - 「君だけに愛を」
  - 「最後の喫煙者」（原作：筒井康隆）
  - 「トイレの落書」
  - 「殺人者の高橋さん」
  - 「赤ちゃん養育ソフト」
  - 「ミッドナイトDJ」（脚本兼任）※三上幸四郎との共同脚本
  - 「扉の先」
  - 「女は死んでいない」（脚本兼任）
  - 「5分後の女」（脚本兼任）※大野敏哉との共同脚本
  - 「中学教師」（脚本兼任）※鈴木勝秀との共同脚本
  - 「私は、女優」（脚本兼任）
  - 「最期の瞬間」（脚本兼任）
  - 「さとるの化物」（原作：小松左京、脚本兼任）
  - 「13番目の客」（脚本兼任）※深谷仁一との共同脚本
  - 「心臓の思い出」（脚本兼任）
  - 「おばあちゃん」（脚本兼任）
  - 「顔を盗まれた」（脚本兼任）※鈴木勝秀との共同脚本
  - 「影の国」（脚本兼任）
  - 「影が重なる時」（原作：小松左京、脚本兼任）
  - 「ヘイトウイルス」
- 大人は判ってくれない（1992年）
  - 「きっとひとりで歩いていける」
- 悪いこと（1992年、1998年、2010年）
  - 「雨」
  - 「歯科医」
  - 「乗客」
  - 「止まる」（脚本兼任）※鈴木勝秀との共同脚本
  - 「汚す」
  - 「灯す」
  - 「面接」（脚本兼任）※鈴木勝秀との共同脚本
- if もしも（1993年）
  - 「あるフェミニスト課長の秘書選び 美人かブスか」
  - 「『別れましょう』か『結婚しましょう』か」
  - 「花を愛するか、宝石に生きるか」
- 金曜エンタテイメント（1994年 - 2002年）
  - 「龍は眠る」（1994年）
  - 「恐い女シリーズ2 モデルハウス」（1996年）
  - 「16週」（2002年）
- 奇跡の大逆転!（2000年） 
  - 「罪は罪を呼ぶ」
- 日本のこわい夜（2004年）
  - 「予感」（脚本兼任）※大野敏哉との共同脚本
- 土曜ワイド劇場（2005年）
  - 「悪魔のような女」（脚本兼任）
  - 「ラスト・プレゼント」
- DRAMA COMPLEX（2006年）
  - 「恋人たちの記憶」
- ドラマW 都市伝説セピア（2009年）
  - 「フクロウ男」（脚本兼任）
  - 「死者恋」（脚本兼任）
- 妖しき文豪怪談 （2010年）
  - 「片腕」（脚本兼任）
- 死と彼女とぼく（2012年）（脚本のみ）
- カウンターのふたり（2013年）
  - 「もうひとつの人生」
  - 「時計館にて」
- 怪物（2013年）
- NEXT WORLD 私たちの未来（2015年）（脚本兼任）
- 最後の贈り物（2016年）
- 天才を育てた女房（2018年）
- 微笑む人（2020年）[2]

### テレビ番組
- ごぞんじですか?
- クイズ!お金が大好き（1984年）
- これがギネスブックだ
- グッドモーニングジャパン（ディレクター、1990年）
- ニュースバスターズ（1988年）
- 西村雅彦のさよなら20世紀（1998年 - 1999年）
- SMAP×SMAP特別編「稲垣吾郎のジャンケンは世界を救う」（1999年）

### 映画
- パラサイト・イヴ（1997年）[3]
- 催眠（1999年） - 監督・脚本
- 世にも奇妙な物語 映画の特別編「雪山」（2000年） - 監督・脚本
- 天使の牙B.T.A.（2003年） - 脚本
- 感染（2004年） - 監督・脚本
- シャッター（2008年）
- 怪談レストラン（2010年）
- 学校の怪談 呪いの言霊（2014年） - 監督・脚本
- 呪怨 終わりの始まり（2014年） - 監督・脚本
- 呪怨 -ザ・ファイナル-（2015年） - 監督・脚本

### 漫画原作
- 不可聴領域（2013年、作画：もりひのと）

### テレビ出演
- 心ゆさぶれ!先輩ROCK YOU（2013年5月4日放送）

## 受賞歴
1995年
- 第6回ザテレビジョンドラマアカデミー賞[4]監督賞（河毛俊作､田島大輔と共に）（『沙粧妙子・最後の事件』）